# Graniczna Placówka Kontrolna Piwniczna
Graniczna Placówka Kontrolna Piwniczna – zlikwidowany pododdział Wojsk Ochrony Pogranicza wykonujący kontrolę graniczną osób, towarów i środków transportu bezpośrednio przejściu granicznym na granicy państwowej z Czechosłowacją.

Graniczna Placówka Kontrolna Straży Granicznej w Piwnicznej-Zdroju – zlikwidowana graniczna jednostka organizacyjna Straży Granicznej wykonująca kontrolę graniczną osób, towarów i środków transportu bezpośrednio w przejściach granicznych na granicy z Czechosłowacją/Republiką Słowacką.

## Formowanie i zmiany organizacyjne
Graniczne Przejście Kontrolne Piwniczna, z siedzibą w miejscowości Piwniczna-Zdrój, została utworzona w 1970 na bazie przejścia małego ruchu granicznego Piwniczna-Mníšek nad Popradom – otwarto odrębne od Strażnicy WOP w Piwnicznej, drogowe przejście graniczne czynne całodobowo. Początkowo podlegało pod Ministerstwo Spraw Wewnętrznych, ponieważ w zakres kompetencji MSW przekazany był cały proces kontroli ruchu granicznego oraz ochrona GPK. Wycofano się z tego rozwiązania w końcu 1971, ponieważ od 1 października 1971 WOP został podporządkowany pod względem operacyjnym pod MSW (pod względem gospodarczym – od 1 stycznia 1972). Do WOP powrócił też cały pion kontroli ruchu granicznego wraz z przejściami granicznymi. Przywrócono jednolity system ochrony granicy państwa. GPK Piwniczna została włączona w struktury dowódcy 3. Karpackiej Brygady WOP, w Nowym Sączu, następnie od 1976 Karpackiej Brygady WOP i tak funkcjonowała do 15 maja 1991.
Straż Graniczna:
16 maja 1991 graniczna placówka kontrolna przejęta została przez Karpacki Oddział Straży Granicznej i przyjęła nazwę Graniczna Placówka Kontrolna Straży Granicznej w Piwnicznej-Zdroju  (GPK SG w Piwnicznej-Zdroju). 
W ramach reorganizacji struktur Straży Granicznej związanej z przygotowaniem Polski do wstąpienia, do Unii Europejskiej i przystąpieniem do Traktatu z Schengen. Podczas restrukturyzacji wprowadzono kompleksową ochronę granicy już na najniższym szczeblu organizacyjnym tj. strażnica i graniczna placówka kontrolna. Wprowadzona całościowa ochrona granicy zniosła podział na graniczne jednostki organizacyjne ochraniające tylko tzw. „zieloną granicę” i prowadzące tylko kontrole ruchu granicznego. W wyniku tego 2 stycznia 2003 GPK SG w Piwnicznej-Zdroju przejęła wraz z obsadą etatową pod ochronę odcinek graniczny, po rozformowanej strażnicy SG w Piwnicznej-Zdroju 
Jako Graniczna Placówka Kontrolna Straży Granicznej w Piwnicznej-Zdroju funkcjonowała do 23 sierpnia 2005 i 24 sierpnia 2005, Ustawą z 22 kwietnia 2005 O zmianie ustawy o Straży Granicznej...., została przekształcona na Placówkę Straży Granicznej w Piwnicznej-Zdroju (PSG w Piwnicznej-Zdroju) w strukturach Karpackiego Oddziału Straży Granicznej

## Ochrona granicy
Straż Graniczna:
2 stycznia 2003 GPK SG w Piwnicznej-Zdroju przejęła pod ochronę odcinek granicy państwowej po rozwiązanej strażnicy SG w Piwnicznej-Zdroju .

### Podległe przejścia graniczne
- Piwniczna-Mníšek nad Popradom
- Piwowarówka-Piľhov – od 02.01.2003[4] .

## Komendanci/dowódcy granicznej placówki kontrolnej
- kpt. Tadeusz Mazurkiewicz (1.12.1972[f]–30.06.1981)[5]
- ppłk Antoni Lorenc (1.05.1987[g]–był 31.07.1990[6]).